# Højbro Plads
Højbro Plads er en plads i København. Pladsen har navn efter Højbro, der fører over til Slotsholmen.
Højbro Plads blev etableret efter branden i 1795, da man nedlagde husblokken mellem Færgestræde og Højbrostræde og fik en åben plads, der også kunne tjene som brandbælte. Næsten alle huse er opført i nyklassicistisk stil lige efter branden. Hjørnehuset nr. 21, opført af Andreas Hallander, er tænkt til at gå i dialog med genboen, Christiansborg Slot.
I 1800-tallet blev Højbro Plads meget benyttet til grøntsags- og blomstermarked. H.C. Andersen skrev i marts 1870 eventyrmanuskriptet Hvad hele Familien sagde i familien Melchiors lejlighed i nr. 21.
I nummer 10 havde advokatfirmaet Johan Schlüter adresse indtil 2015.
Rytterstatuen af Absalon på pladsen blev opstillet i 1902. 
Pladsen er også kendt for børnesangen Tre små kinesere på Højbro Plads.